# Ogólnokształcąca szkoła sztuk pięknych

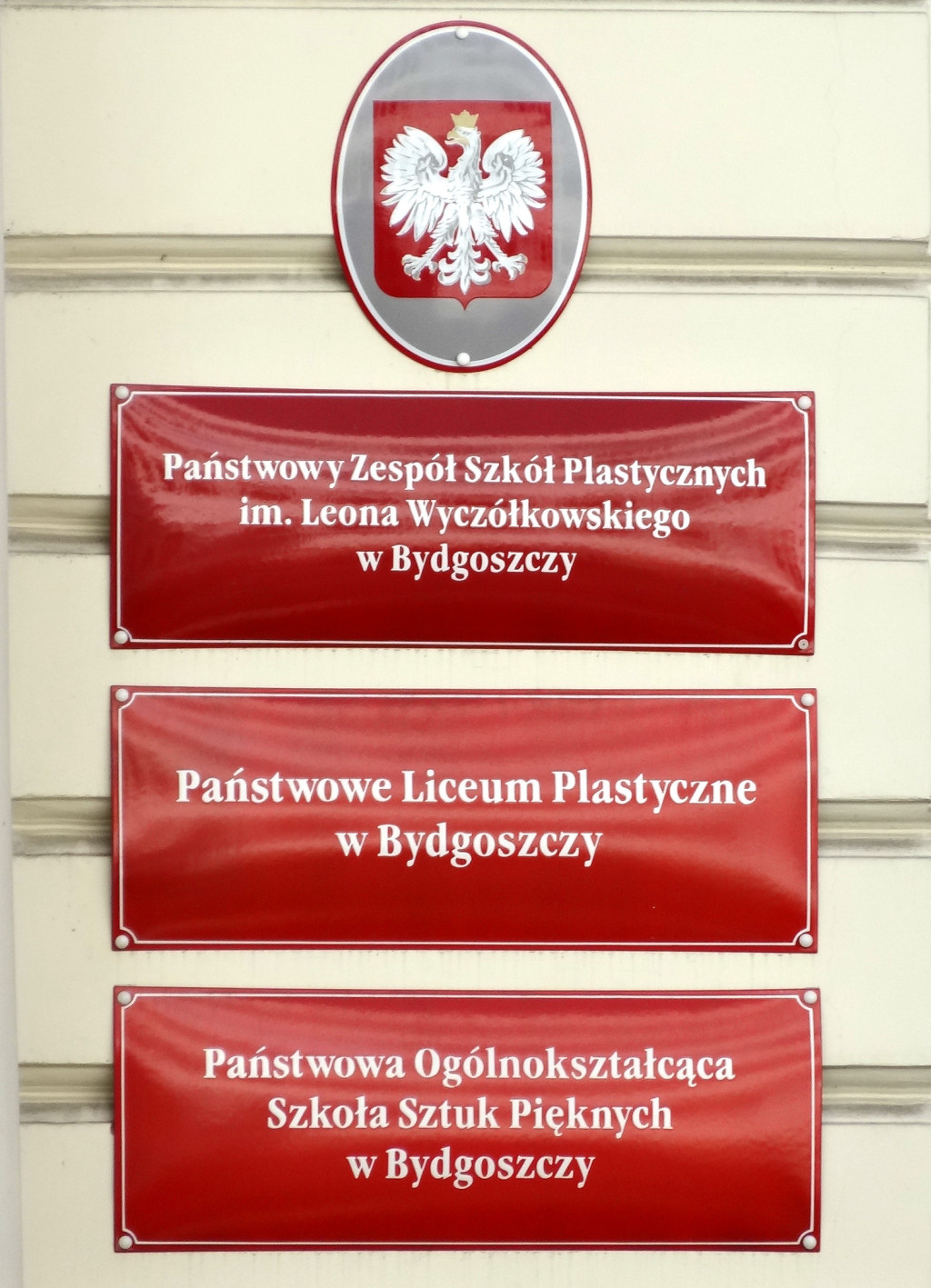
Ogólnokształcąca Szkoła Sztuk Pięknych w Państwowym Zespole Szkół Plastycznych im. Leona Wyczółkowskiego w Bydgoszczy

Ogólnokształcąca szkoła sztuk pięknych – typ szkoły artystycznej w Polsce o sześcioletnim cyklu kształcenia, dającej wykształcenie w zawodzie plastyk oraz wykształcenie ogólne w zakresie gimnazjum i liceum ogólnokształcącego, umożliwiającej uzyskanie świadectwa dojrzałości po zdaniu egzaminu maturalnego. Może być szkołą publiczną lub niepubliczną.
Z dniem 1 września 2017 roku likwiduje się I klasy ogólnokształcących sztuk pięknych, a z dniem 1 września 2022 roku znosi się ten typ szkoły - kształcenie ogólne i artystyczne o profilu plastycznym przejmą powołane z dniem 1 września 2019 roku licea sztuk plastycznych.

## Specjalności i specjalizacje
Kształcenie w zawodzie plastyk odbywa się w następujących specjalnościach i specjalizacjach:
- aranżacja przestrzeni: aranżacja wnętrz, projektowanie przestrzeni wystawienniczej
- fotografia i film: animacja filmowa, fotografia artystyczna, realizacja obrazu filmowego, realizacje intermedialne
- formy rzeźbiarskie: ceramika artystyczna, kamieniarstwo artystyczne i sztukatorstwo, kowalstwo artystyczne i metaloplastyka, snycerstwo, szkło artystyczne, techniki rzeźbiarskie
- formy użytkowe - wzornictwo: projektowanie wyrobów artystycznych, lutnictwo artystyczne, meblarstwo artystyczne, projektowanie ubioru, projektowanie zabawek, tkanina artystyczna, jubilerstwo
- techniki graficzne: projektowanie graficzne, publikacje multimedialne, techniki druku artystycznego
- techniki malarskie: tradycyjne techniki malarskie i pozłotnicze, mural, witraż
- techniki renowacyjne: renowacja elementów architektury, renowacja mebli i wyrobów snycerskich,
- techniki scenograficzne: charakteryzacja i wizaż, modelatorstwo i dekoratorstwo, stylizacja kostiumu i kreacja wizerunku

## Ogólnokształcące szkoły sztuk pięknych w Polsce
W Polsce istnieją m.in. następujące ogólnokształcące szkoły sztuk pięknych:
- Ogólnokształcąca Szkoła Sztuk Pięknych w Państwowym Zespole Szkół Plastycznych im. Leona Wyczółkowskiego w Bydgoszczy
- Ogólnokształcąca Szkoła Sztuk Pięknych w Zespole Szkół Plastycznych w Gdyni
- Państwowa Ogólnokształcąca Szkoła Sztuk Pięknych w Zespole Państwowych Szkół Plastycznych im. Józefa Szermentowskiego w Kielcach
- Ogólnokształcąca Szkoła Sztuk Pięknych w Zespole Szkół Plastycznych im. Cypriana Kamila Norwida w Lublinie
- Ogólnokształcąca Szkoła Sztuk Pięknych im. Tadeusza Makowskiego w Zespole Państwowych Szkół Plastycznych im. Tadeusza Makowskiego w Łodzi[1]
- Ogólnokształcąca Szkoła Sztuk Pięknych w Zespole Szkół Plastycznych w Tarnowie
- Ogólnokształcąca Szkoła Sztuk Pięknych w Zespole Państwowych Placówek Kształcenia Plastycznego im. Jana Cybisa w Opolu
- Ogólnokształcąca Szkoła Sztuk Pięknych im. Wojciecha Gersona w Zespole Państwowych Szkół Plastycznych im. Wojciecha Gersona w Warszawie
- Ogólnokształcąca Szkoła Sztuk Pięknych w Zespole Szkół Plastycznych w Zielonej Górze
- Prywatna Ogólnokształcąca Szkoła Sztuk Pięknych we Włocławku[2]
- Ogólnokształcąca Szkoła Sztuk Pięknych przy Zespole Szkół Ogólnokształcących i Zawodowych im. Jarosława Iwaszkiewicza w Ciechanowcu.
- Ogólnokształcąca Szkoła Sztuk Pięknych przy Zespole Szkół Ponadgimnazjalnych w Wodzisławiu Śląskim.
- Niepubliczne Liceum Szkół Plastycznych w Toruniu[3]